# أماندا ويلسون
أماندا ويلسون (بالإنجليزية: Amanda Wilson)‏ هي مغنية بريطانية، ولدت في 13 أبريل 1980 في لندن في المملكة المتحدة.

## وصلات خارجية
- الموقع الرسمي
- أماندا ويلسون على موقع ميوزك برينز (الإنجليزية)
- أماندا ويلسون على موقع ديسكوغز (الإنجليزية)